# Lajos Dinnyés
Lajos Dinnyés (né le 16 avril 1901 à Dabas, mort le 3 mai 1961 à Budapest) est un politicien hongrois. il est premier ministre de Hongrie en 1947-1948 sous la Seconde république de Hongrie. Il est député de 1945 à 1963 à l'Assemblée nationale de Hongrie.

## Biographie
Il fait des études à la faculté d'agriculture de l'université de Pannonie à Keszthely. Il adhère au parti agraire en 1929 puis en 1930 au Parti civique indépendant des petits propriétaires et des travailleurs agraires (FKgP). Il est élu député en 1931 jusqu'en 1938. Il est ministre de la défense dans le gouvernement de Ferenc Nagy en mars 1947. À la suite de l'exil forcé de Nagy après un coup de force des communistes, il est nommé premier ministre le 31 mai 1947. 
En juillet 1947 l'assemblée est dissoute. À la suite de la victoire relative des communistes aux élections législatives entachées de fraude électorale. du 31 aout 1947 (les communistes obtiennent 100 sièges, les sociaux-démocrates 67 sièges et les petits propriétaires 68 sièges), Dinnyés reconduit dans ses fonctions avec l'appui de Mátyás Rákosi forme le 23 septembre un gouvernement de coalition constitué de quatre ministres du FKgP, cinq  communistes, quatre sociaux-démocrates et deux nationaux paysans. Rakosi est nommé vice-premier ministre. Le parti de Dinnyés (FKgP) ayant perdu plus de 170 sièges au parlement, Dinnyés affaibli subit l'emprise de Rakosi et des ministres communistes et lance un vaste programme de nationalisation des banques, des entreprises et des écoles confessionnelles tandis que les institutions passent peu à peu sous la coupe communiste. Le gouvernement signe un traité de paix avec les alliés et la Hongrie revient aux frontières de 1920 (traité de Trianon). Le 4 novembre 1947 la police  politique prétend avoir découvert un complot réactionnaire, le Parti de l'indépendance hongrois, principal parti d'opposition est dissous. Dinnyés signe le 10 février 1948 un traité d'assistance mutuelle avec l'URSS.  Dinnyés est contraint à la démission le 9 décembre 1948. Il rejoint le parti communiste et est nommé vice-président du Parlement de Hongrie. En 1956 pendant l'insurrection de Budapest il est membre de l'assemblée nationale provisoire. Il meurt à Budapest en mai 1961.

## Source
- Harris Lentz, Heads of states and governments since 1945, éd.Routledge 2013, p. 367  (ISBN 1-884964-44-3)